# 蒲焼町
蒲焼町（かばやきちょう）は、愛知県名古屋市中区の地名。

## 歴史

### 町名の由来
名古屋城下町碁盤割の東西筋の名称に由来する。清洲越し以前から当地には遊里（飛騨屋町・ぞめき町）が存在したことにより、香倍（婆）焼町と呼んだとする説、桜の木の皮を焼いて加工する職人が居住することに由来する「かんばやき」町が転じたとする説、名古屋城築城の際に集まった大工などを相手に蒲焼を商う茶屋が出現したことに由来する説があるという。

### 沿革
- 1871年（明治4年）9月29日 - 梶川町を改称し、蒲焼町となる[4]。
- 1876年（明治9年） - 一部が園井町に編入される[4]。
- 1878年（明治11年）12月20日 - 名古屋区成立に伴い、同区蒲焼町となる[5]。
- 1889年（明治22年）10月1日 - 名古屋市成立に伴い、同市蒲焼町となる[5]。
- 1908年（明治41年）4月1日 - 東区成立に伴い、同区蒲焼町となる[4]。
- 1929年（昭和4年）6月1日 - 一部が御幸本町通に編入される[6]。
- 1944年（昭和19年）2月11日 - 栄区成立に伴い、同区蒲焼町となる[4]。
- 1945年（昭和20年）11月3日 - 栄区廃止に伴い、中区蒲焼町となる[4]。
- 1966年（昭和41年）3月30日 - 住居表示実施に伴い、錦三丁目に編入され消滅[4]。